# Modulární smartphone

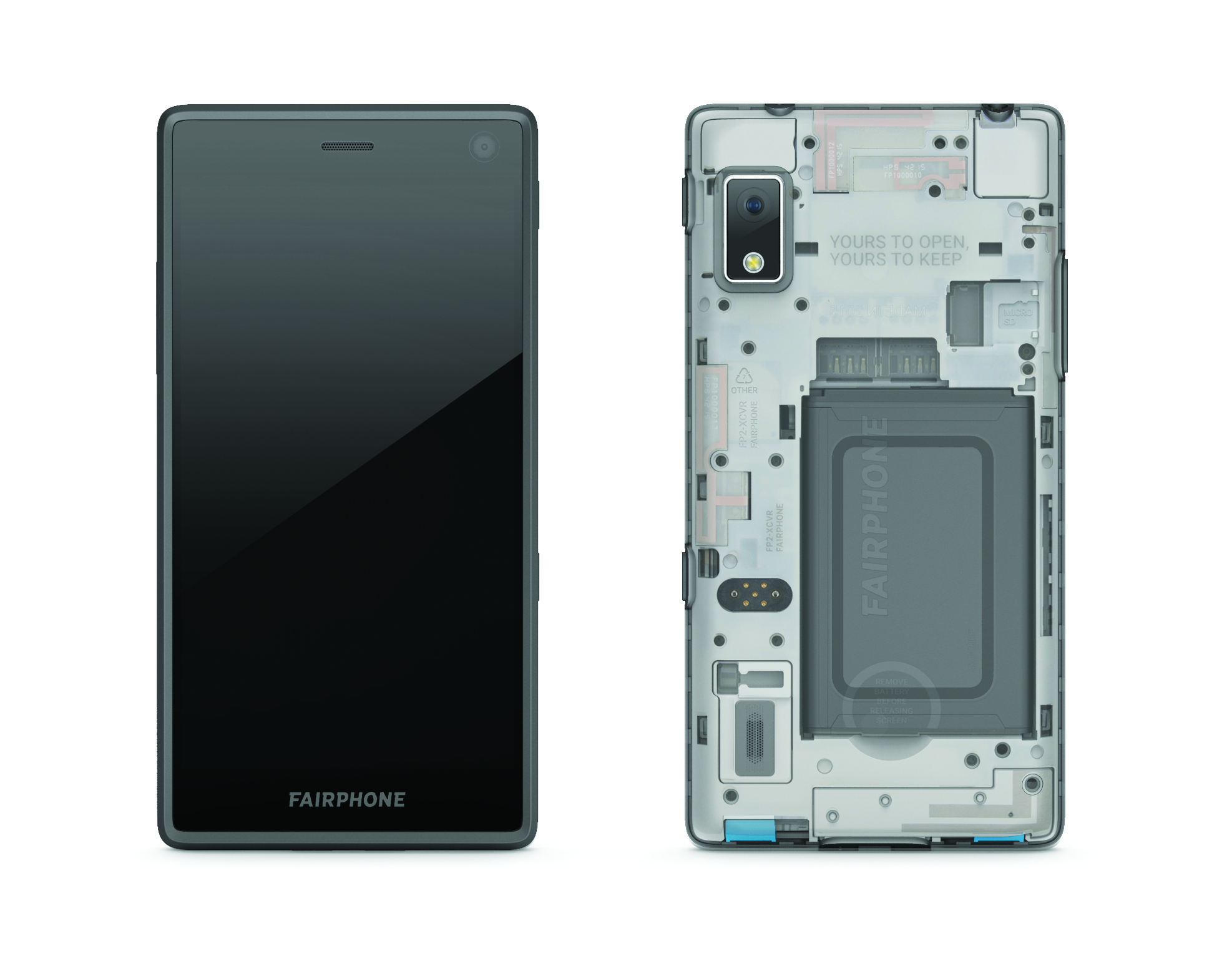
Přední a zadní strana Fairphone 2 s průhledným pouzdrem, ukazujícím modulární design. Jednotlivé komponenty lze zvýraznit v obrázku s popisky.

Modulární chytrý telefon je smartphone vyrobený s použitím různých komponentů, které mohou být nezávisle aktualizovány nebo nahrazeny díky modulárnímu designu. Cílem je snížit náklady na elektroniku a opravy a zvýšit uživatelské pohodlí.
Nejdůležitější součástí je základní deska, na kterou jsou připojeny další součástky (například fotoaparát nebo baterie). Ty jsou zabaleny do snadno demontovatelných modulů, které lze podle potřeby vyměnit, aniž by bylo nutné pájení. Komponenty lze získat z obchodů s open-source hardwarem.